# Артур Нікіш
Артур Нікіш (угор. Nikisch Artúr; 12 жовтня 1855 — 23 січня 1922) — німецький та угорський диригент, один з основоположників сучасної школи диригування.

## Біографія
Народився в Лебеньсентміклоше, Угорщина. Закінчив Віденську консерваторію як скрипаль і композитор. У 1874 році він став музикантом Віденського придворного оркестру, яким в різний час диригували Йоганнес Брамс, Ференц Ліст, Джузеппе Верді та інші відомі музиканти.
У 1878 році Нікіш отримує місце другого диригента в Лейпцизькому оперному театрі, а рік по тому стає його головним диригентом. У 1889 році очолив Бостонський симфонічний оркестр і дав численні концерти в США. У 1893 році зайняв посаду музичного директора Будапештської опери, а через два роки майже одночасно отримує запрошення на посаду головного диригента Лейпцизького Гевандхауз-оркестру і Берлінського філармонічного оркестру . Нікіш прийняв обидва запрошення, пізніше також очоливши Філармонічний концерти в Гамбурзі і залишався на цих посадах до кінця життя.

## Творчість
Нікіш — один з найбільш відомих і впливових диригентів свого часу. Він прославився як видатний інтерпретатор музики романтизму — творів Шумана, Брамса, Брукнера, Чайковського, Вагнера, а також Бетховена. Саме після виконання Никішем Сьомої симфонії Брукнера ім'я композитора отримало широку популярність, а в 1888 році він тріумфально виконав у Петербурзі П'яту симфонію Чайковського, хоча її прем'єра під керуванням автора за деякий час до того була прийнята публікою досить прохолодно. Сам Чайковський, який слухав Нікіша за рік до цього, писав про нього:

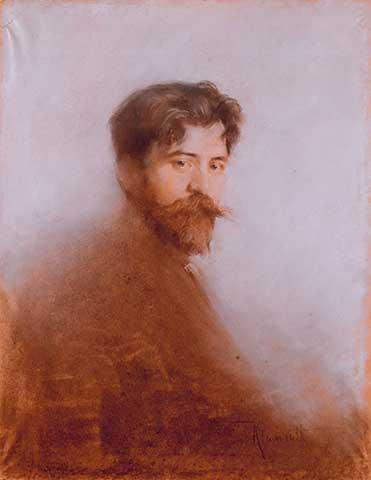
Артур Нікіш на портреті Антона Кламрота (1896)

Пан Нікіш спокійний і вільний від зайвих рухів, холоднокровний і в той же час дуже суворий. Здається, що він не диригує, а відтворює якісь магічні паси. Він не намагається привернути до себе уваги, але відчувається, що великий оркестр, подібно інструменту в руках умілого майстра, повністю підпорядковується своєму керівникові
За свідченнями сучасників, Нікіш завжди вимагав від оркестрантів бездоганного звучання і володів гнучким відчуттям темпу. Його мистецтво вплинуло на наступні покоління диригентів, в тому числі на Вільгельма Фуртвенглера, який очолив Лейпцизький і Берлінський оркестри після смерті Нікіша. Нікіш підтримував сучасних йому композиторів — Густава Малера, Макса Регера, Ріхарда Штрауса, часто виконуючи в концертах їхні твори. Власні твори Нікіша в наш час не виконуються.
Нікіш був одружений зі співачкою Амелі Хойснер, їх син Мітя (1899—1936) був відомим піаністом.